# Q.U.B.E.
Pour les articles homonymes, voir Cube.
 (octobre 2013).
Le contenu est difficilement compréhensible vu les erreurs de traduction, qui sont peut-être dues à l'utilisation d'un logiciel de traduction automatique.
Q.U.B.E. (sigle de Quick Understanding of Block Extrusion, en français : « Compréhension rapide de l'extrusion de blocs ») est un jeu vidéo de réflexion basé sur la physique, développé par Toxic Games. Il est sorti sur la plateforme Microsoft Windows avec l'aide de l'Indie Fund, un groupe à succès de développeurs de jeux vidéo indépendants le 16 décembre 2011 et en janvier 2012 à travers un certain nombre de plateformes de distribution numérique.

## Système de jeu
Le personnage du joueur, se réveillant après un incident, se retrouve avec une paire de gants qui peuvent interagir avec des blocs spécifiques qui sont dans les murs, les planchers et les plafonds des différentes pièces à mesure qu'il avance. La fonction des blocs se distingue par les couleurs: les blocs rouges peuvent être étendus ou rétractés ; les blocs jaunes, toujours en groupes de trois, peuvent être utilisés pour fabriquer des structures en escalier ; les blocs bleus peuvent être rentrés pour agir ensuite comme un tremplin pour tout ce qui les touchera ; les blocs pourpres fournissent des moyens pour faire tourner des pans de murs d'une salle et les blocs verts fournissent une sphère ou un cube, que le joueur devra manipuler à l'aide des autres blocs. Dans les premières étapes, l'objectif du joueur est d'utiliser une combinaison de ces blocs pour se rendre à un point de sortie, lui permettant de passer à la salle suivante.
À mesure que le joueur progresse plus profondément dans le complexe inconnu, de nouveaux aspects du puzzle se mettent en place. Dans une section par exemple, la majeure partie des salles sont plongées dans le noir à l'exception de blocs de couleur spécifiques que l'on peut allumer séparément les uns des autres, exigeant du joueur de se rappeler l'emplacement des différents blocs. Une autre section propose des énigmes axées sur la lumière, utilisant des cubes et d'autres fonctionnalités pour orienter un faisceau lumineux vers un point précis et ouvrir la porte de sortie.
Enfin, le joueur se trouve dans un ascenseur qui dysfonctionne et tombe dans les entrailles du complexe. Le joueur progresse dans les environnements éculés jusqu'à atteindre une capsule de sauvetage. La nacelle se lance dans l'espace, où le joueur se trouve dans l'espace, entre la Terre et sa lune, il vient de quitter un navire rectangulaire géant, sur lequel les dommages causés par des astéroïdes sont clairement visibles.

## Développement
Q.U.B.E. représente le projet étudiant final de Daniel Da Rocha, Jonathan Savery et Dave Hall, à l'université de Newport. Après leur diplôme, les trois développeurs avaient reçu de très bons retours de leur jeu, et ont fondé leur propre société, Toxic Games, pour poursuivre son développement. Au cours de cette période initiale de développement, l'équipe avait estimé la difficulté d'obtenir l'édition offres en raison de leur inexpérience dans le domaine, mais arrivé sur le financement fourni par le Indie Fund, basé sur le potentiel de leur jeu, leur permettant de travailler à un niveau plus allure décontractée tout en conservant la propriété intellectuelle pour eux-mêmes. Q.U.B.E. représente l'un des premiers jeux financés par le Indie Fund. Aaron Isaksen du Indie Fund note qu'ils ont été attirés par le projet alors qu'il était encore un projet étudiant, croyant que le jeu de puzzle à la première personne offre de nouveaux concepts et d'idées, tout en offrant une interface claire et simple, sans aucune pression de temps ou de précision pin-point pour le joueur. Le Indie Fund a fourni trois rondes de financement distincts au cours du développement de Q.U.B.E. à partir d'août 2010. Ce financement, un total de 90 000 $, a été récupéré dans les quatre jours du jeu étant disponible sur la plateforme Steam, avec plus de 12 000 exemplaires vendus. 
Aucun de l'équipe de Toxic Games sont des programmeurs : Hall nota qu'à aucun moment durant le développement ont-ils à travailler directement avec code source du programme, et Q.U.B.E. démontre qu'il est possible de développer un jeu complet sans avoir à être un programmeur. Bien que Da Rocha, Savery, et Hall restent les principaux membres de l'équipe de Toxic Games, ils ont élargi leur équipe pour la sortie de Q.U.B.E. y compris l'externalisation du travail, par exemple, ils ont employé James Tan de Teotl Studios, qui avait travaillé sur le ballon, pour aider à l'interface du menu et les détails des gants du joueur.
Le projet d'étudiant initial a été complété par les trois membres de l'équipe dans environ six semaines de travail à temps partiel, tandis que la version complète du jeu a pris plus de huit mois de travail à plein temps par son équipe. Au moment de l'élaboration initiale, ils envisagent d'utiliser l'Unreal Engine 3 pour leur moteur de jeu, mais à peu près au même moment, Epic Games a annoncé le Kit disponible gratuitement Unreal Development, qui non seulement réduit les coûts de développement, mais simplifie certaines des tâches de développement, comme l'utilisation de la Kismet langage de script visuel pour fournir la logique et le gameplay du jeu.
L'équipe voulait garder le projet relativement simple dans la présentation et histoire de permettre à l'accent soit mis sur les aspects de puzzle. Le monde du jeu est principalement constitué de cubes et de blocs, ce qui leur permet de modéliser rapidement dans le monde, mais en leur donnant suffisamment de flexibilité pour jouer avec ces éléments dans les niveaux plus tard pour donner le sentiment d'environnements différents. Toxic Games a voulu avoir le joueur se sentir immergé dans les puzzles, et a passé plus de temps en soulignant que l'interaction du joueur. Le jeu était prévu d'introduire chaque élément de puzzle en isolement pour permettre au joueur d'apprendre à l'utiliser sans fournir d'instructions spécifiques, la constitution d'énigmes plus complexes dans les sections suivantes de la partie.  L'équipe d'origine a une histoire envisagé pour le jeu, dans lequel le joueur entendra narration peu fréquente par une intelligence artificielle féminin dans le jeu, exprimé par Emily Love, un ami des membres de l'équipe. L'équipe a estimé que cela était nécessaire, car ils avaient été « gâté » par l'utilisation de GLaDOS de la série Portal. Toxic Games décida d'abandonner la narration incomplète et l'histoire afin d'assurer qu'ils ne pouvaient obtenir le jeu avant les vacances de Noël, ayant prévu, il aurait fallu trois mois de plus pour terminer le travail. Ils ont également exprimé leur inquiétude que les joueurs en dehors de l'Angleterre ne comprendraient pas les accents, ils ont remarqué quelque chose quand ils ont présenté le jeu à l'Electronic Entertainment Exposition 2011. Certains éléments de cette narration restent dans le produit libéré, comme une salle où les murs tentent d'écraser le joueur à créer un sentiment de claustrophobie. Toxic Games a déclaré qu'ils envisageaient de contenu téléchargeable supplémentaire pour le jeu après avoir terminé ports à d'autres plates-formes, y compris le contenu qui l'ajoute cette histoire ainsi qu'un éditeur de niveaux.
Q.U.B.E. a été initialement développé pour la plate-forme Microsoft Windows. Le jeu est ensuite publié sur OS X, PlayStation 3, PlayStation 4, PlayStation Vita, Wii U, Xbox One, Android, iOS.